# پرچم یوگسلاوی
پرچم یوگسلاوی در ۳۱ ژانویه ۱۹۴۶ پذیرفته شد. ترکیب رنگ این پرچم به‌صورت سه نوار افقی آبی و سفید و قرمز با نشان ستاره قرمز در وسط است.